# Princess Mary Box

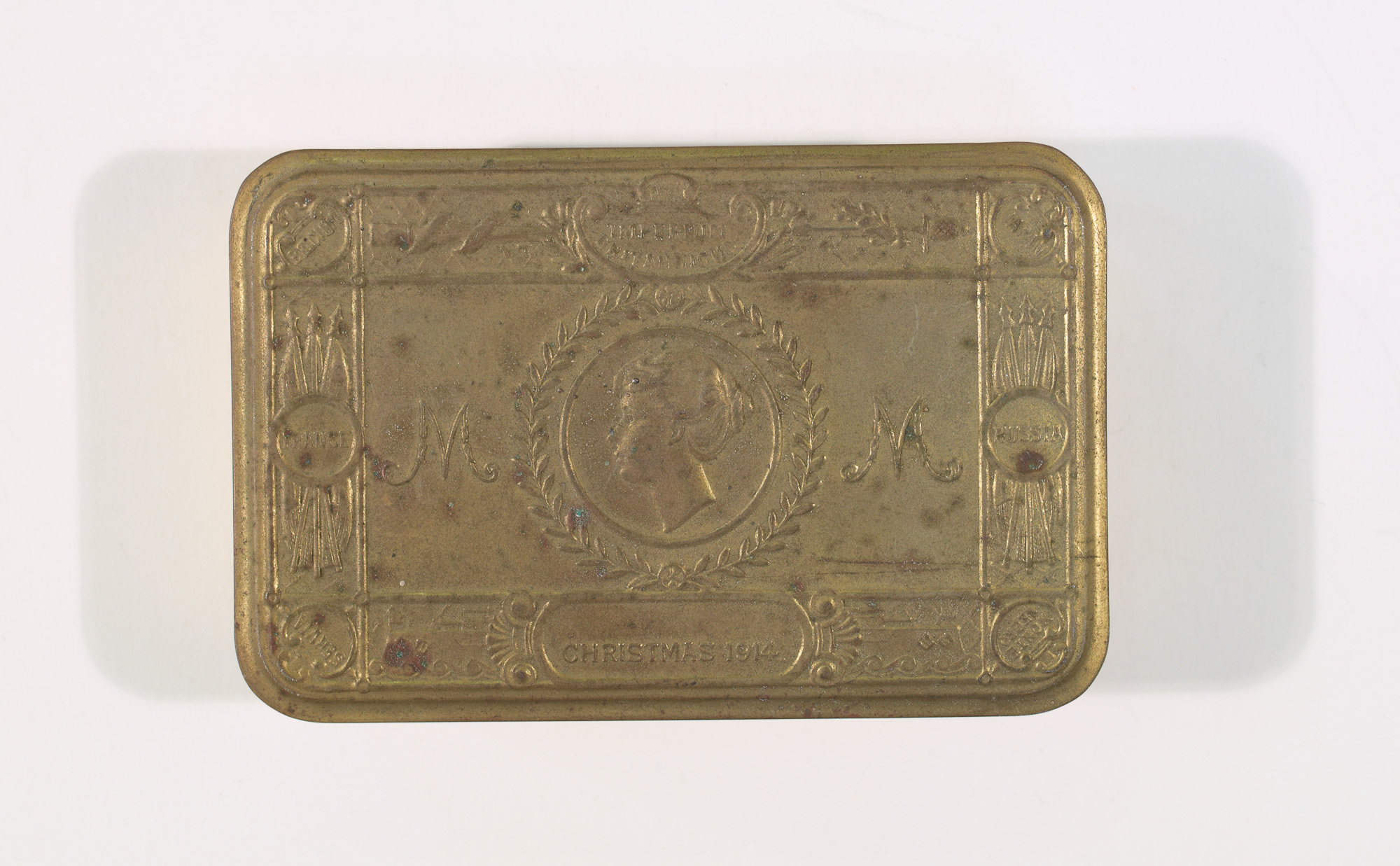
Princess Mary Box aus Messing für Mannschaften und Unteroffiziere. Silberne Ausführungen wurden an Offiziere ausgegeben.

Die Princess Mary Box ist eine Metalldose aus Messing oder Silber mit dem gravierten Profilbildnis von Princess Mary, der einzigen und damals 17-jährigen Tochter Georgs V. und Königin Mary. Wenige Wochen vor Weihnachten im Jahr 1914 rief die Prinzessin den Sailors and Soldiers Christmas Fond ins Leben, um mittels Spenden jedem britischen Militärangehörigen ein Weihnachtsgeschenk zukommen zu lassen. Die Gruppe der Empfänger wurde auf weitere Bevölkerungsgruppen ausgeweitet. So wurden auch Krankenschwestern, Witwen und Eltern Gefallener bedacht. Der Inhalt der Dosen variierte und enthielt oft Schokolade, Scones (britisches Gebäck), Zigaretten, Tabak und eine Grußkarte der Prinzessin sowie ein Faksimile des Königs als Truppenvater, der seinen Truppen wünscht: „May God protect you and bring you home safe“ (deutsch: „Möge Gott Euch schützen und sicher nach Hause bringen“). 355.000 bis 400.000 dieser Princess Mary Christmas gift boxes wurden zu Weihnachten 1914 verteilt. Um alle zu bedenken, wurde die Aktion bis zum Jahr 1920 fortgesetzt. So wurden für kriegsgefangene Briten Dosen bis zur Heimkehr reserviert. Insgesamt wurden ca. 2,5 Millionen dieser Geschenkdosen ausgeteilt.